# セーネゲ
セーネゲ（イタリア語: Seneghe）は、イタリア共和国サルデーニャ自治州オリスターノ県にある、人口約1,700人の基礎自治体（コムーネ）。

## 地理

### 位置・広がり

#### 隣接コムーネ
隣接するコムーネは以下の通り。
- ボナルカド
- クーリエリ
- ミーリス
- ナルボリーア
- サン・ヴェーロ・ミーリス
- サントゥ・ルッスルジュ